# College Park Center
La College Park Center est une salle omnisports situé à Arlington au Texas dans le Campus de la University of Texas at Arlington,
D'une capacité de 7 500 spectateurs, elle est principalement utilisée pour les compétitions de basket-ball avec les équipes universitaires masculines et féminines des Texas–Arlington Mavericks, puis à partir de 2016 par une franchise WNBA.
Elle accueille également des grandes cérémonies, des concerts et des divertissement sportif comme Slammiversary X.

## Histoire
Le premier événement à s'y dérouler a lieu le 17 février 2012 avec un évènement de boxe dans le cadre de la série des ESPN Friday Night Fights. Cette arène sera l'hôte du grand Pay Per View de la TNA, Slammiversary, qui fêtera ses 10 ans d'Action Total et Nonstop.
Durant l'été 2015, la franchise de basket-ball féminin du Shock de Tulsa, renommée Wings de Dallas, y est rélocalisée. Le 23 juillet, le conseil des propriétaires WNBA approuve unanimement la relocalisation du Shock, la population de l'aire urbaine Dallas-Fort Worth-Arlington étant de 6 700 991 habitants contre 398 121 à Tulsa. L'université donne fin août son aval pour cinq saisons.